# Theillay
 Theillay  es una población y comuna francesa, en la región de Centro, departamento de Loir y Cher, en el distrito de Romorantin-Lanthenay y cantón de Salbris.

## Demografía
| 1332 | 1288 | 1198 | 1245 | 1354 | 1293 | 1267 |
| Para los censos de 1962 a 1999 la población legal corresponde a la población sin duplicidades (Fuente: INSEE [Consultar]) |      |      |      |      |      |      |